# Pearl Jam
Pearl Jam — американський рок-гурт з Сієтла, Вашингтон, заснований в 1990 році. Входить до «великої четвірки гранджу» разом з гуртами Alice in Chains, Soundgarden та Nirvana.

## Історія гурту

### Заснування і перші роки (1984—1990)
Стоун Ґоссард і Джеф Амент були учасниками новаторського гранж-гурту Green River в середині 1980-х років. Green River гастролювали та записувалися з помірним успіхом, але гурт був розформований в кінці 1987 року у зв'язку зі стилістичними поділами між парою та колегами по гурту Марком Армом і Стівом Тернером. Наприкінці 1987 року Ґоссард і Амент почали грати з вокалістом Malfunkshun Ендрю Вудом, зрештою створивши гурт Mother Love Bone. В 1988—1989 роках гурт випустив декілька демозаписів та активно гастролював, звернувши на себе увагу лейбла PolyGram, який підписав контракт з гуртом на початку 1989 року. В березні 1990 року Ендрю Вуд вмер від передозування героїну і гурт розпався. Дебютний альбом Mother Love Bone Apple все одно вийшов в липні 1990 року.
Амент і Госсард були морально спустошені після смерті Вуда. Госсард провів багато часу за написанням матеріалу, що вийшов дуже похмурим. Через кілька місяців він став грати з місцевим гітаристом Майком Маккріді, який раніше виступав в Shadow. Маккріді запропонував Госсарду возз'єднатися з Аментом. Попрактикувавшись деякий час, хлопці записали демо з п'яти пісень і розіслали його в пошуках ударника і вокаліста. Вони дали демо колишньому ударнику Red Hot Chili Peppers Джеку Айронсу, який повинен був передати його кожному, хто, на його думку, міг би зайняти місце вокаліста. Айронс відмовився від пропозиції грати в гурті, але віддав демо своєму приятелеві з Сан-Дієго Едді Веддеру, разом з яким він грав у баскетбол. Веддер працював на бензоколонці та час від часу співав з гуртом Bad Radio. Після прослуховування касети у нього з'явилося кілька ідей для тексту. Веддер записав вокал для трьох композицій («Alive», «Once» і «Footsteps»), які він пізніше описав як мініопера під назвою Momma-Son. Потім Веддер відправив демо-касету разом із записами свого вокалу Аменту і Ґоссарду, які були настільки вражені, що тут же покликали його до себе в Сієтл на прослуховування. Через тиждень Веддер приєднався до колективу.
Першим спільним проєктом музикантів став триб'ют-альбом Temple of the Dog, записаний разом з Крісом Корнеллом та Меттом Кемероном з Soundgarden, та присвячений загиблому Ендрю Вуду. Платівка була записана 1990 року та вийшла в кінці року на лейблі A&M Records. З приходом Дейва Крузена на місце барабанщика, новостворений гурт став міркувати над назвою. Музиканти зупинили свій вибір на Mookie Blaylock, на честь відомого баскетболіста. Гурт відіграв свій перший концерт в Off Ramp Café в Сіетлі 22 жовтня 1990 року, а після підписання контракту з Epic Records і був перейменований в Pearl Jam. У своїх ранніх рекламних інтерв'ю Веддер казав, що «Pearl Jam» — це відсилання до його прабабусі Перл, часто готувала за особливим рецептом джем з пейота. Але в інтерв'ю журналу Rolling Stone у 2006 році, Веддер зізнався що це історія була «повна нісенітниця», навіть якщо він і мав прабабусю на ім'я Перл. Амент і МакКріді пояснили що слово «pearl» (укр. перлина) запропонував Амент, а остаточна назва «Pearl Jam» прийшла до гурту після відвідування музикантами концерту Ніла Янга, під час якого він імпровізуючи розтягував свої пісні до 15-20 хвилин.

### Ten(1991—1992)
В березні 1991 року Pearl Jam повернулися на студію London Bridge Studio в Сієтлі для запису свого дебютного альбому Ten. В травні Крузен покидає гурт через проблеми з алкоголізмом. На його місце тимчасово приходить Метт Чемберлен, який раніше грав в Edie Brickell & New Bohemians. Після кількох виступів і зйомок кліпу на пісню «Alive», Чемберлен пішов з гурту та став працювати на телешоу Saturday Night Live. Його замінив Дейв Абруццезе, з яким Чемберлен грав раніше в Техасі.
Виданий в серпні 1991 року, Ten складався з 11 композицій, основними темами яких були депресія, суїцид, самотність і вбивства. У музичному плані Ten був схожий на класичний рок, скомбінований з гармонійною лірикою та арена-роком. Альбом спочатку продавався досить погано, але після шаленого успіху платівки Nevermind Nirvana, інтерес до всього сіетлського неймовірно зріс. В другій половині 1992 року Ten став «золотим» в США, досягши другого рядку в чарті Billboard 200. Також гурт видав три сингли «Alive», «Even Flow» і «Jeremy»; остання пісня була заснована на реальній історії про учня коледжу, що застрелився на очах в однокласників. Ten тримався в чарті Billboard понад двох років, в результаті ставши 13 разів «платиновим».
Після успіху Ten Pearl Jam стали ключовим гуртом сіетлської гранж-сцени, разом з Alice in Chains, Nirvana і Soundgarden. Попри успіх дебютного альбому, його сильно критикувала преса; крім того, Pearl Jam зневажав Курт Кобейн, через спрямованість їхньої творчості виключно на комерційний успіх. Так само Кобейн оскаржував приналежність Ten до альтернативного року. Пізніше фронтмен Nirvana помирився з Веддером та продовжував підтримувати дружні відносини аж до своєї смерті в 1994 році.
В 1992 році Pearl Jam вперше виступили на телебаченні на Saturday Night Live і MTV Unplugged. Гурт грав на літньому турі Lollapalooza з Red Hot Chili Peppers, Soundgarden і Ministry. Також гурт записав для саундтрека до фільму Кемерона Кроу «Одинаки» дві пісні «State of Love and Trust» і «Breath». Амент, Ґоссард і Веддер знялися в цьому фільмі.

### Vs.іVitalogy(1993—1995)
В 1993 році Pearl Jam отримали чотири нагороди MTV Video Music Award за кліп «Jeremy». Водночас гурт, попри тиск лейбла, відмовився знімати кліп на пісню «Black». Після цього інциденту гурт став постійно відмовлятися від зйомок музичних відео, що приносили б значний прибуток. Веддер вважав, що кліпи призводять до неправильної інтерпретації текстів пісень.
Pearl Jam повернулися в студію в 1993 році, маючи намір утримати комерційний успіх. Другий альбом Vs., виданий 19 жовтня 1993 року, був розпроданий в кількості 950 378 примірників за перший тиждень. З Vs. були випущені сингли «Go», «Daughter», «Animal», і «Dissident».
Через конфлікт з фірмою Ticketmaster через завищені ціни на квитки та подальший судовий розгляд, гурт на знак протесту скасовує літній тур. Після того як міністерство юстиції відмовилося розглядати справу, Pearl Jam продовжили бойкотувати Ticketmaster, ігноруючи договори з компанією.
За час туру на підтримку Vs. Pearl Jam написали велику частину пісень для свого наступного альбому Vitalogy, який був записаний в перерві між турами. Після запису альбому з гурту був звільнений барабанщик Дейв Абруццезе. Його відхід з Pearl Jam став результатом серйозних розбіжностей з іншими учасниками: зокрема, Дейв відмовився підтримати бойкот Ticketmaster. На місце ударника прийшов Джек Айронс, колишній барабанщик Red Hot Chili Peppers і близький друг Веддера, який свого часу порекомендував вокаліста Аменту та Ґоссарду. Vitalogy вийшов 22 листопада 1994 року на вінілі, і через два тижні в касетному і CD-форматі. За перший тиждень було продано 877 000 примірників альбому. Пісня «Spin the Black Circle» отримала «Греммі» в 1996 році в номінації for «Найкраще виконання в стилі хард-рок». Після релізу гурт продовжив бойкот Ticketmaster.
В 1995 році Pearl Jam спільно з канадським музикантом Нілом Янгом вирушили в європейський тур і відзначились на його альбомі Mirrorball. Диск був записаний в сіетлської Bad Animals Studio за чотири сесійні дні — 26 і 27 січня, а також 7 і 10 лютого. Спочатку Янг приніс лише дві пісні, а інші були написані за час сесій. Продюсером і клавішником виступив Брендан О'Браєн, який раніше вже працював з Pearl Jam. Всього було записано 13 пісень, з них 10 написано Янгом, дві Веддером та ще одна — спільно. До альбому увійшли одинадцять пісень, на одній («Peace and Love») Веддер виступає як вокаліст, на інших — бек-вокал. Дві композиції Веддера, що не увійшли до альбому, пізніше вийшли на мініальбомі Merkin Ball, який додавався бонусом до подарункового видання Mirrorball. Альбом досяг четвертого рядку в британському і п'ятого — в американському хіт-параді.

### No CodeіYield(1996—1999)
Після туру на підтримку Vitalogy гурт знову повертається в студію для запису нового альбому No Code, який на думку Веддера був дуже перспективним. Виданий в 1996 році No Code ознаменував деякий відхід від звучання Ten, поєднуючи в собі експериментальні балади та галасливий гаражний рок. Альбом дебютував на першому рядку в чарті Billboard, але швидко опустився вниз. З No Code вийшли сингли «Who You Are», «Hail, Hail» і «Off He Goes». Як і після виходу Vitalogy, тур на підтримку No Code був досить коротким через бойкот Ticketmaster. Восени 1996 року почався європейський «No Code European tour».
В 1997 році, завершивши турне, Pearl Jam повертаються в студію для запису свого п'ятого альбому під назвою Yield, який вийшов в лютому 1998 року. За звучанням альбом був ближче до раннього звучанню гурту. Yield дебютував на другому місці в чарті Billboard, але подібно No Code не протримався на цій позиції довго. До альбому була випущено всього два сингли «Given to Fly» і «Wishlist». Вперше з 1992 року гурту випустив кліп на пісню «Do the Evolution», знятий за участю Тодда Макфарлана. Також був знятий документальний фільм про процес запису Yield, Single Video Theory.
У квітні 1998 року Pearl Jam знову змінює барабанщика. Джек Айронс покинув гурт через невдоволення гастрольним туром і був замінений Меттом Кемероном з Soundgarden, незабаром ставши постійним учасником гурту. В 1998 році Pearl Jam проводять повномасштабний Yield Tour в Північній Америці, бо судовий позов проти Ticketmaster був відхилений і гурт знову став співпрацювати з компанією. Літній тур виявився дуже успішним, і після нього гурт видає концертний альбом Live on Two Legs. У тому ж році Pearl Jam записують кавер на «Last Kiss», відому баладу 60-х років Френка Вільсона. Пісня записувалася до Різдва спеціально для фан-клубу гурту. Через рік кавер отримав ротацію на радіо. На численні прохання, пісня вийшла як сингл у 1999 році, зайнявши друге місце в чарті Billboard, а всі виручені кошти пішли на допомогу постраждалим в Косовській війні. Пісня також була включена в благодійний збірник No Boundaries: A Benefit for the Kosovar Refugees.

### Binaural(2000—2001)
Після повномасштабного туру на підтримку Yield, гурт бере невелику перерву, по закінченню якої наприкінці 1999 року музиканти приступають до запису нового альбому. 16 травня 2000 року Pearl Jam випускають шостий студійний альбом Binaural. Цей реліз став дебютною роботою в складі гурту для ударника Метта Кемерона. Назва є відсиланням до техніки бінауральних записів, яка була використана на кількох треках продюсером Чадом Блеком. Binaural був першим альбомом з часів дебютної платівки гурту, записаним без участі продюсера Брендана О'Браяна, оскільки той був задіяний в ремікшуванні деяких пісень. Госсард зазначив що «гурт готовий до змін». Джон Перелес з Rolling Stone зауважив: «Альбом демонструє готовність гурту експериментувати». У плані лірики альбом вийшов більш похмурим, аніж попередній Yield. З Binaural було випущено два сингли, «Nothing as It Seems» (одна з пісень з бінауральним записом) і «Light Years». Альбом розійшовся в кількості понад 700 000 примірників, ставши першою студійною роботою Pearl Jam, що не отримала статусу платинового.

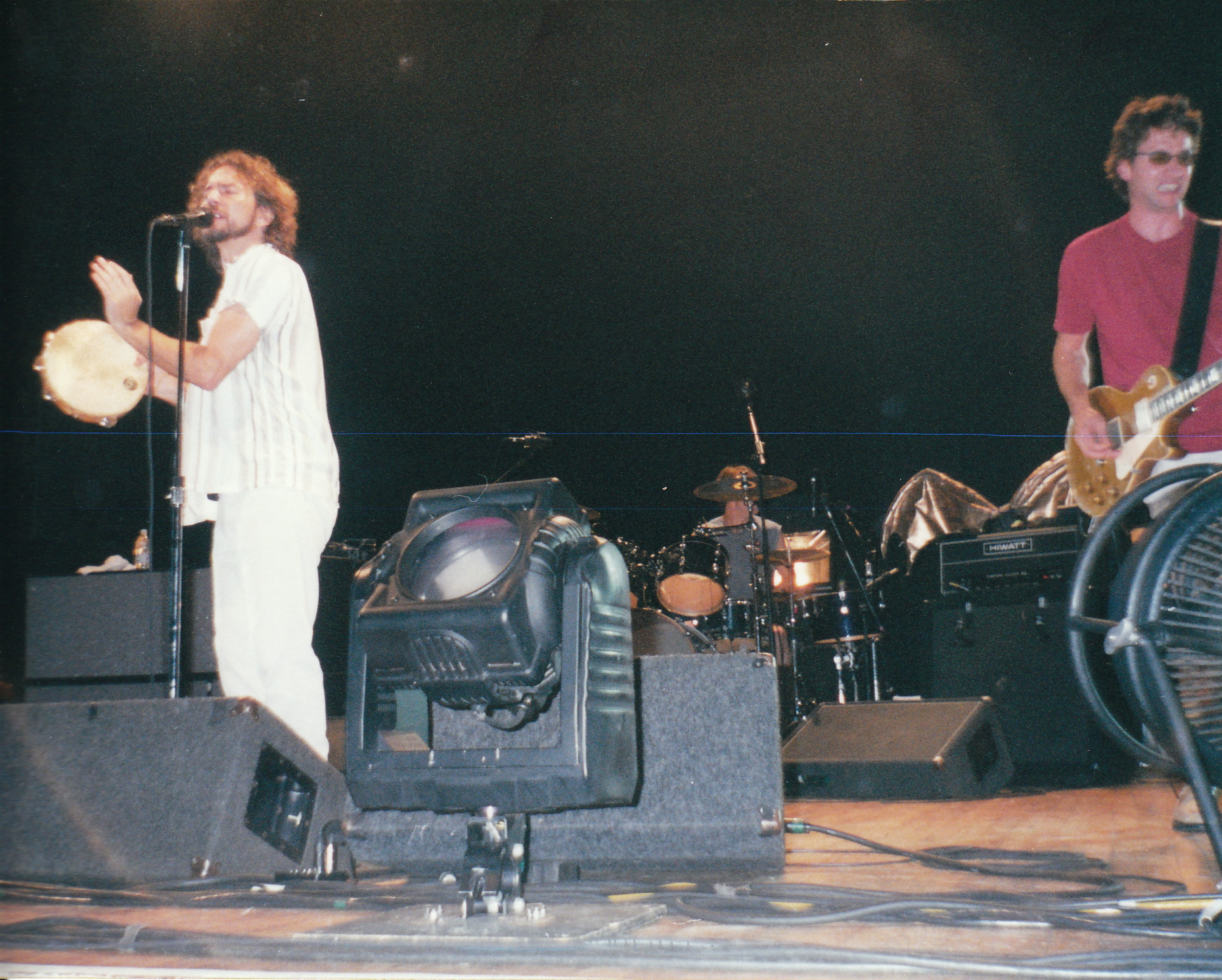
Pearl Jam на концерті в Колумбії, Меріленд 4 вересня 2000 року.

Pearl Jam вирішили кожен виступ з Binaural Tour записувати професійно. Це було обумовлено бажанням фанатів мати власну копію шоу і розквітом бутлегерства. На той момент накопичилося досить велика кількість аматорських записів виступів і тому ці офіційні бутлеги Pearl Jam були спробою створити якісну продукцію для фанатів, більш доступну за ціною. Гурт спочатку збирався видавати записи тільки для членів фан-клубу, але контракт з лейблом завадив цьому. Pearl Jam стали випускати всі ці альбоми в музичних магазинах та для фан-клубу. Всього з 2000 по 2001 роки було випущено 72 концертних альбоми, два з яких потрапили в чарт Billboard.
Європейський тур Pearl Jam закінчився трагедією 30 червня на фестивалі Roskilde в Данії. Дев'ять фанатів загинуло під час тисняви, коли натовп шанувальників кинувся вперед до сцени. Після декількох прохань відійти назад, музиканти перестали грати та спробували заспокоїти натовп, але було занадто пізно. Два останніх виступи були скасовані, а музиканти стали замислюватися про відхід після цієї події.
Через місяць після інциденту гурт вирушив в тур по Північній Америці. 22 жовтня 2000 року Pearl Jam відіграли в Лас-Вегасі, відзначивши десяту річницю з дня свого першого виступу. Веддер скористався можливістю і подякував всім людям, що допомагали гуртові триматися разом протягом десяти років. Після завершення Binaural Tour колектив видає DVD Touring Band 2000, що містив записи виступів з північноамериканського туру.
Після атаки терористів 11 вересня 2001 року, Веддер і Маккріді разом з Нілом Янгом виконали пісню «Long Road» з мініальбому Merkin Ball на благодійному концерті America: A Tribute to Heroes, що відбувся 21 вересня 2001 року. Весь виторг пішов на допомогу членам сімей загиблих.

### Riot Act(2002—2005)
Pearl Jam повернулися до роботи над новим альбомом після річної перерви. Маккріді описав атмосферу в студії як «досить позитивну» і одночасно з цим, як «дуже напружену і духовну». Щодо процесу написання лірики, Веддер сказав: «Там було дуже багато смертності… Це дуже дивний час, щоби писати. Роскілле змінив і нас як людей, і наше бачення світу». Pearl Jam видали свій сьомий альбом Riot Act в листопаді 2002 року. Незабаром вийшли сингли «I Am Mine» і «Save You». У музичному плані альбом вийшов досить експериментальним і був близький до фолку. Так у пісні «Love Boat Captain» був використаний орган, на якому грав Гаспар Боом. Стівен Томас Ерлвайн з Allmusic сказав, що «Riot Act — це альбом Pearl Jam, який вони хотіли зробити ще з часів Vitalogy — мускулистого артрок альбому». Пісня «Arc» була присвячена дев'яти загиблим на Roskilde Festival в червні 2000 року. Веддер виконав цю пісню дев'ять разів під час туру 2003 року, однак вона була відсутня на всіх виданих бутлегах.
У 2003 році гурт починає Riot Act Tour, під час якого відвідав Австралію, Японію і Північну Америку. Як і раніше, під час туру тривав випуск офіційних бутлегів з концертів. Всього в музичних магазинах було доступно шість бутлегів: один з Австралії, один з Японії, і чотири з США. На багатьох виступах в Північній Америці Веддер виконував пісню «Bu$hleaguer», присвячену президентові Джорджу Бушу, на початку пісні одягаючи на обличчя гумову маску.
В червні 2003 року Pearl Jam повідомили що покинуть Epic Records після закінчення контракту з лейблом. У тому ж році гурт самостійно видав сингл «Man of the Hour» за підтримки Amazon.com. Режисер Тім Бертон попросив Pearl Jam виконати пісню для саундтрека до фільму «Велика риба». «Man of the Hour», яка пізніше була номінована на Золотий глобус, можна почути у фінальних титрах фільму.
Гурт видає збірку Lost Dogs, що містить також DVD із записом виступу 8 липня 2003 року в Нью-Йорку на Madison Square Garden, виданий Epic Records в листопаді того ж року. У 2004 році Pearl Jam видають концертний альбом Live at Benaroya Hall на лейблі BMG. Того ж року пісня «Yellow Ledbetter» потрапила до фінального епізоду серіалу «Друзі». Роком пізніше, Epic видає збірку rearviewmirror (Greatest Hits 1991—2003), що містить найкращі пісні гурту з 1991 по 2003 рік. Цей реліз ознаменував кінець договірної угоди Pearl Jam з Epic Records.
Pearl Jam виступають на концерті в Easy Street Records в Сіетлі у квітні 2005 року. Пізніше запис шоу був випущений у вигляді концертного альбому Live at Easy Street і видавався ексклюзивно в незалежних музичних магазинах в червні 2006 року. Гурт відправляється в турне по Північній та Латинській Америці, почавши його з благодійного виступу в Канаді, організованого Джоном Тестером. Після туру по Канаді Pearl Jam відкрили концерт Rolling Stones у Піттсбургу. Завершальний концерт американського турне відбувся у Філадельфії. У 2005 році офіційний бутлег став доступний на сайті гурту у форматі MP3. 5 жовтня в Чикаго Pearl Jam також відіграли благодійний концерт в допомогу постраждалим від урагану Катріна. 22 листопада Pearl Jam почали свій перший тур по Латинській Америці.

### Перевидання іBackspacer(2009—2012)
В березні 2009 року Ten за участю Брендана О Брайана був перевиданий в чотирьох версіях, додаткове містять ряд реміксів, DVD запис виступу гурту в 1992 на MTV Unplugged, і LP з їх концертом 20 вересня 1992 року в Сієтлі. Це був перший збірник з планованих перевидань приурочених до двадцятої річниці заснування гурту, яка повинна була здійснитися в 2011 році. Pearl Jam також знялися у фільмі Кемерона Кроу Pearl Jam Twenty, який планувалося випустити до річниці. Навесні 2011 року були перевидані делюкс-версії Vs. і Vitalogy.
Pearl Jam почали роботу над новою платівкою в 2008 році. У наступному році гурт записав кілька демо-треків складених у 2008 році, також у цей час писалася музика і до нових пісень. Дев'ятий студійний альбом, який отримав назву Backspacer, був зпродюсований Бренданом О Браяном, який останній раз працював з гуртом під час запису Yield. Backspacer посів першу сходинку в Billboard music charts, повторивши успіх No Code, і був розпроданий в кількості що перевищує 635 000 копій, за даними на липень 2013 року Nielsen SoundScan. За звучанням реліз був близький до поп-музиці і нової хвилі. На думку Стефан Томас Эрлвин з Allmusic до Backspacer, Pearl Jam не хотіли і не могли бути такими розкутими, беспардонными, легковажними і веселими." Коментуючи лірику альбому, Веддер говорив, що «Всі ці роки я пробував бути оптимістичним, але тепер я думаю все буде простіше.» Пісня «The Fixer» була обрана першим синглом з альбому. Pearl Jam відмовилися продовжувати контракт з J Records і випустили альбом через власний лейбл Monkeywrench Records в США, і через Universal Music Group в іншому світі. Pearl Jam уклали з Target договір на видання ексклюзивного колекційної збірки в магазинах США. Цей реліз також можна було придбати на офіційному сайті гурту, незалежних музичних магазинах, internet-магазинах або через iTunes. В інтерв'ю на радіо Сан-Дієго МакКреди сказав, що гурт може випустити EP у 2010 році; пізніше Веддер зазначив, що пісні з планованого міні-альбомі можуть бути видані лише на наступному стосовно альбомі.
У серпні 2009 року Pearl Jam були хедлайнерами на Virgin Festival, Outside Lands Music and Arts Festival,. Також вони відіграли п'ять шоу в Європі і три в Північній Америці. У жовтні 2009 року Pearl Jam виступають хедлайнерами на Austin City Limits Music Festival. У ніч на Хеллоуїн, гурт відіграв останній виступ Philadelphia Spectrum. Пізніше музиканти проводять тур по Океанії. У травні 2010 гурт починає новий тур з виступу на New Orleans Jazz & Heritage Festival. Продовживши тур по східному узбережжю, гурт завершує його 21 травня концертом у Нью-Йорку. Літо гурт проводить в європейському турне, під час якого вони з концертом у Белфасті вперше відвідують Північну Ірландію. У жовтні 2010 року Pearl Jam беруть участь у концерті Bridge School Benefit. 17 січня 2011 року виходить концертний альбом Live on Ten Legs.
У березні 2010 голи Джеф Парламенту в інтерв'ю журналу Billboard повідомив, що у гурту вже є 25 пісень для нового альбому, роботу над яким вони почали у Квітні. У травні гурт починає тур з десяти виступів по Канаді.
8 вересня 2011 року гурт випускає нову пісню «Olé», а в листопаді черговий концертний альбом Toronto 9.11.11, який безкоштовно можна було завантажити з Google Music.
21 листопада 2011 року, в рамках PJ20 World Tour, Pearl Jam відвідують Коста-Рику, де на їх концерт приходить близько 30 000 шанувальників. Місяць потому гурт анонсує європейський тур, який повинен був початися в червні 2012 року.

### Lightning Bolt(з 2013 року)

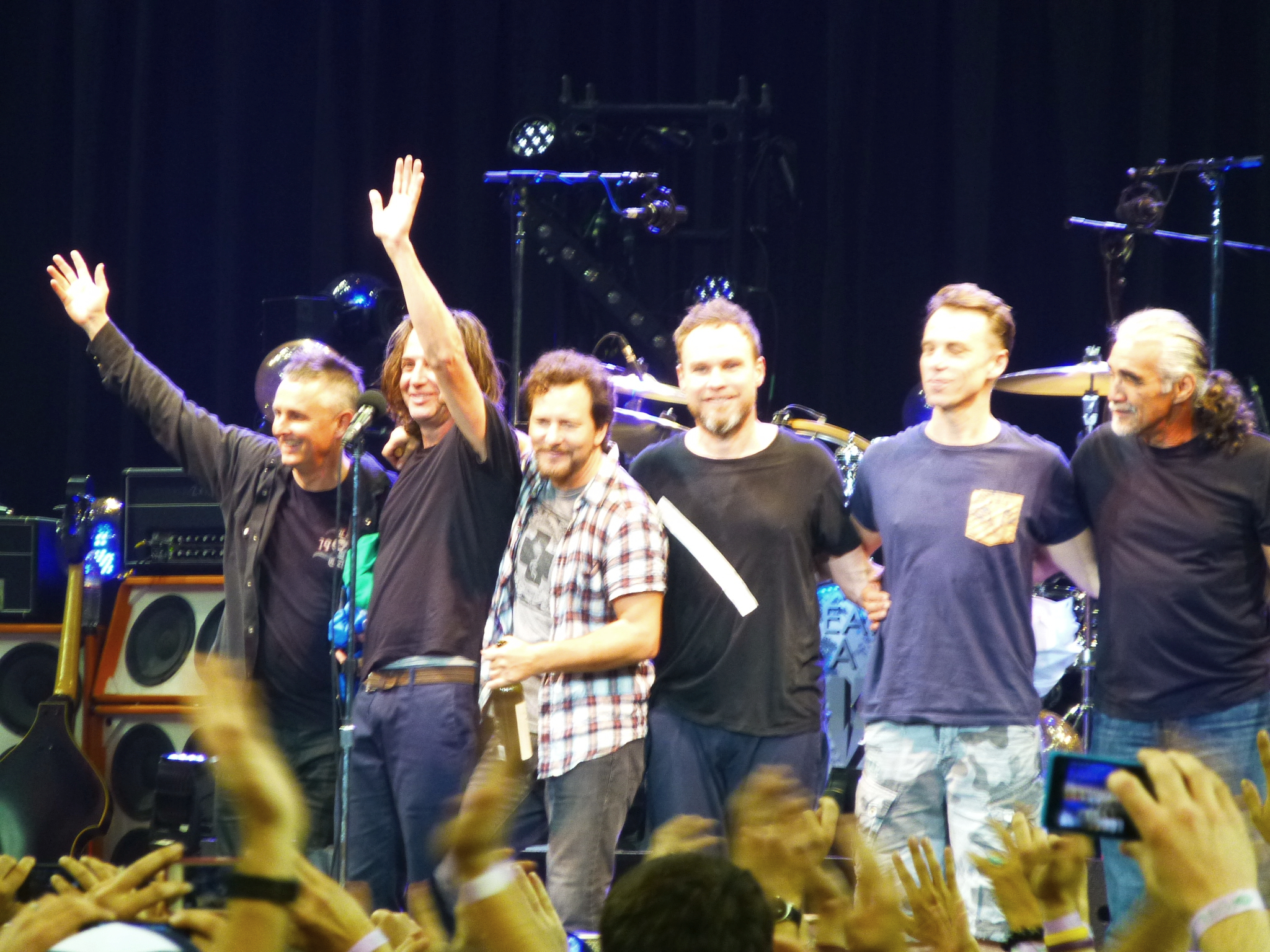
Pearl Jam на концерті в Окленді 26 листопада 2013 року

11 липня 2013 гурт анонсував свій десятий студійний альбом Lightning Bolt, який вийшов 14 жовтня в світі і на день пізніше в США. Також, 14 жовтня, з альбому був виданий перший сингл «Mind Your Manners». Другий сингл, «Sirens», був випущений 18 вересня. За перший тиждень було продано 166 000 екземплярів Lightning Bolt, який став п'ятим альбомом Pearl Jam, що очолив Billboard 200. Гурт відправився в Lightning Bolt Tour, в рамках якого вони відіграли ряд концертів у Північній Америці в листопаді та жовтні. Pearl Jam як хедлайнери виступали на фестивалі Big Day Out в Австралії та Нової Зеландії в 2014 році.

## Стиль
У порівнянні з іншими грандж-гуртами початку 1990-х років, стиль Pearl Jam був помітно менш важким і більш близьким до класичної рок-музики 70-х. Учасники Pearl Jam наводять багато панк-рок і класичних рок-гуртів вплинули на їхню творчість, серед яких The Who, Led Zeppelin, Ніл Янг, Kiss і Ramones. Успіх Pearl Jam пояснюється їх особливим звучанням, що поєднує «рифи стадіонного року 70-х з мужністю і гнівом пост-панку 80-х, без якої або зневаги хуками і приспівами». Ґоссард, граючий ритм-партії на гітарі відомий своїм почуттям ритму, а гру МакКреді, виконуючого соло-партії, за його словами навіяної стилем Джимі Гендрікса, називали дуже чуттєвою.
Критик Джим Рогатес відзначів схожість голосу Вейдера з вокалом Джима Моррісона. Грег Прато з Allmusic сказавши що, «зі своєю неприємною й конфесійною лірикою, та баритоном Джима Моррісона, ставши одним з найвидатніших вокалістів року». Лірика Веддера зачіпає і особисті («Alive», «Better Man») i соціально-політичні проблеми («Even Flow», «World Wide Suicide»). Частина тематики пісень є свобода та індивідуалізм. Коли гурт починав Госсард і МакКреді були чітко позначені як ритм-гітарист і соло-гітарист відповідно. Під час Vitalogy Веддер також взявши у руки гітару і ставши іншим ритм-гітаристом. У 2006 році Маккріді говорив: «Хоча є три гітари, я думаю, що ми можемо грати так і далі».

## Склад гурту

### Поточний склад
- Едді Веддер — вокал, ритм-гітара (з 1990 року)
- Майк Маккріді — соло-гітара, бек-вокал (з 1990 року)
- Стоун Ґоссард — ритм/соло-гітара, бек-вокал (з 1990 року)
- Джеф Амент — бас-гітара, бек-вокал (з 1990 року)
- Метт Кемерон — ударні, бек-вокал (з 1998 року)

### Колишні учасники
- Метт Чемберлен — ударні (1990)
- Дейв Крузен — ударні (1990—1991)
- Дейв Абруццезе — ударні (1991—1994)
- Джек Айронс — ударні (1994—1998)

## Дискографія
Студійні альбоми
- Ten (1991)
- Vs. (1993)
- Vitalogy (1994)
- No Code (1996)
- Yield (1998)
- Binaural (2000)
- Riot Act (2002)
- Pearl Jam (2006)
- Backspacer (2009)
- Lightning Bolt (2013)
- Gigaton (2020)
- Dark Matter (2024)